# Eugalta albitarsis
Eugalta albitarsis är en stekelart som beskrevs av Cameron 1899. Eugalta albitarsis ingår i släktet Eugalta och familjen brokparasitsteklar. Utöver nominatformen finns också underarten E. a. mysorensis.